# 高知県高等学校一覧
| 総数                            | 44校・2分校      |
| 国立                            | なし             |
| 公立                            | 35校・2分校      |
| 私立                            | 9校              |
| 教育委員会所在地                | 〒780-0850       |
| 高知県高知市丸ノ内一丁目7番52号 |                  |
| 公式サイト                      | 高知県教育委員会 |

高知県高等学校一覧（こうちけんこうとうがっこういちらん）は、高知県の高等学校一覧。
全日制課程の存在しない高等学校については、定時制は「〇〇高等学校（定時制）」通信制は「〇〇高等学校（通信制）」定時制・通信制共に存在する場合は、定時制表記で記載する。

## 公立高等学校

### 県立高等学校

#### 高知市
- 高知県立高知追手前高等学校
- 高知県立高知小津高等学校
- 高知県立高知北高等学校（定時制）
- 高知県立高知工業高等学校
- 高知県立高知東高等学校
- 高知県立高知丸の内高等学校
- 高知県立高知国際高等学校 - 併設型中高一貫教育校
- 高知県立春野高等学校

#### 室戸市
- 高知県立室戸高等学校

#### 安芸市
- 高知県立安芸高等学校 - 併設型中高一貫教育校

#### 南国市
- 高知県立岡豊高等学校
- 高知県立高知農業高等学校
- 高知県立高知東工業高等学校

#### 土佐市
- 高知県立高知海洋高等学校
- 高知県立高岡高等学校

#### 須崎市
- 高知県立須崎総合高等学校

#### 宿毛市
- 高知県立宿毛工業高等学校
- 高知県立宿毛高等学校

#### 土佐清水市
- 高知県立清水高等学校 - 連携型中高一貫教育校

#### 四万十市
- 高知県立中村高等学校 - 併設型中高一貫教育校
  - 高知県立中村高等学校西土佐分校
- 高知県立幡多農業高等学校

#### 香南市
- 高知県立城山高等学校

#### 香美市
- 高知県立山田高等学校

#### 安芸郡
- 高知県立中芸高等学校（定時制）

#### 長岡郡
- 高知県立嶺北高等学校 - 連携型中高一貫教育校

#### 吾川郡
- 高知県立伊野商業高等学校
- 高知県立高知追手前高等学校吾北分校

#### 高岡郡
- 高知県立窪川高等学校
- 高知県立佐川高等学校
- 高知県立四万十高等学校 - 連携型中高一貫教育校
- 高知県立檮原高等学校 - 連携型中高一貫教育校

#### 幡多郡
- 高知県立大方高等学校

### 市立高等学校

#### 高知市
- 高知市立高知商業高等学校

## 私立高等学校

### 高知市
- 高知高等学校
- 高知学芸高等学校
- 高知中央高等学校
- 太平洋学園高等学校（定時制・通信制）
- 土佐高等学校
- 土佐塾高等学校
- 土佐女子高等学校

### 南国市
- 清和女子高等学校

### 土佐市
- 明徳義塾高等学校（竜国際キャンパス）

### 須崎市
- 明徳義塾高等学校（本校堂ノ浦キャンパス）